# Eristalinus ampyx
Eristalinus ampyx är en tvåvingeart som först beskrevs av Speiser 1924.  Eristalinus ampyx ingår i släktet slamflugor, och familjen blomflugor.
Artens utbredningsområde är Kongo. Inga underarter finns listade i Catalogue of Life.